# Răzvan Sabău
Răzvan Sabău es un tenista rumano nacido el 18 de junio de 1977 en Bucarest. Su brazo hábil es el derecho, y es profesional desde 1993. No ha ganado aún ningún torneo ATP. Defiende los colores de su nación en la Copa Davis, en la cual debutó en el año 1993 cuando Rumania le ganó a Nigeria 4-1, ganado los dos compromisos que disputó.

## Títulos (0)

### Individuales (0)
No ha ganado aún ningún torneo ATP. Sin embargo, logró 4 torneos Challengers.
| Leyenda                |
| Grand Slam (0)         |
| Tennis Masters Cup (0) |
| ATP Masters Series (0) |
| ATP Tour (0)           |
| Challengers (4)        |

| N.º | Fecha                   | Torneo                    | Superficie    | Oponente en la final         | Resultado      |
| --- | ----------------------- | ------------------------- | ------------- | ---------------------------- | -------------- |
| 1.  | 9 de septiembre de 1996 | Budapest, Hungría         | Tierra batida | Attila Savolt (Hungría)      | 6-2 6-2        |
| 2.  | 1 de noviembre de 2004  | Homestead, Estados Unidos | Dura          | Wesley Moodie (Sudáfrica)    | 5-7 6-2 7-5    |
| 3.  | 16 de mayo de 2005      | Budapest, Hungría         | Tierra batida | Jean-Claude Scherrer (Suiza) | 1-6 7-6(3) 6-3 |
| 4.  | 6 de junio de 2005      | Kosice, Eslovaquia        | Tierra batida | Adam Chadaj (Polonia)        | 6-1 6-2        |

### Finalista en individuales (0)
A pesar de no haber llegado a ninguna final de ATP, si lo ha hecho en torneos Challengers.
- 1996:
  - Challenger de Brasov pierde ante Dinu Pescariu por 6-4 2-6 3-6 sobre tierra batida.
- 1997:
  - Challenger de Curitiba pierde ante Gustavo Kuerten por 6-3 4-6 3-6 sobre tierra batida.
- 2002:
  - Challenger de Reunión pierde ante Federico Browne por 0-6 6-4 5-7 sobre superficie dura.
  - Challenger de Brasov pierde ante Daniel Elsner por 2-6 1-6 sobre tierra batida.
- 2004:
  - Challenger de Quito pierde ante Giovanni Lapentti por 4-6 3-6 sobre tierra batida.
  - Challenger de Puebla pierde ante Miguel Gallardo Valles por 6-7(5) 4-6 sobre Superficie dura.

### Clasificación en torneos del Grand Slam
| Torneo               | 2006 | 2005 | 2004 | 2003 | 2002 | 2001 | 2000 | 1999 | Títulos |
| -------------------- | ---- | ---- | ---- | ---- | ---- | ---- | ---- | ---- | ------- |
| Abierto de Australia | 1r   | -    | -    | -    | -    | -    | -    | -    | 0       |
| Roland Garros        | 1r   | -    | -    | -    | -    | -    | -    | 1r   | 0       |
| Wimbledon            | 1r   | -    | -    | -    | -    | -    | -    | -    | 0       |
| US Open              | -    | 1r   | -    | -    | -    | -    | -    | -    | 0       |
| Tennis Masters Cup   | -    | -    | -    | -    | -    | -    | -    | -    | 0       |

### Finalesta en dobles (0)
Ha llegado a 2 finales de torneos Challengers.
- 2004:
  - Challenger de Grenoble junto a Michael Berrer pierden ante Uros Vico y Lovro Zovko por 2-6 4-6 sobre superficie dura.
- 2005:
  - Challenger de Roma junto a Victor Ionita pierden ante Manuel Jorquera y Dmitry Tursunov por 6-1 6-7(4) 4-6 sobre tierra batida.

### Clasificación en torneos del Grand Slam
| Torneo               | 2005 | Títulos |
| -------------------- | ---- | ------- |
| Abierto de Australia | -    | 0       |
| Roland Garros        | -    | 0       |
| Wimbledon            | -    | 0       |
| US Open              | 2r   | 0       |
| Tennis Masters Cup   | -    | 0       |